# Дзелзцельниекс
Дзе́лзцельниекс (латыш. Dzelzceļnieks, с латыш. — «Железнодорожник») — район города Даугавпилс (Латвия).

## История
Возник в послевоенное время, когда вдоль улицы Стацияс (ранее Двинцев), началось сооружение жилья для работников ж.д., двухэтажные дома на 8 квартир. Позднее добавились пятиэтажные здания, детские сады (два). Магазины, общежитие ДПИ в девять этажей. Район ограничен периметром улиц Балву-Стадиона-Кандавас. Граничит с районами: Центр, Эспланада, Крепость, Эзермала, Старый Форштадт, Новый Форштадт, Химия, Новое Строение.

## Современность
Детские сады сохранились, устроен сад камней в 2001 году по Кандавас. Ходят автобусы через район № 5,17,4.